# Henry Gustav Molaison
Henry Gustav Molaison (* 26. Februar 1926 in Manchester, Connecticut; † 2. Dezember 2008 in Windsor Locks, Connecticut), auch bekannt unter der Bezeichnung Patient HM (oder H.M.), war ein Mann mit einer besonderen Erinnerungsschädigung, die seit den späten 1950er Jahren und bis zu seinem Tod intensiv studiert wurde.
Die Erkenntnisse aus seiner Krankengeschichte spielten zum einen eine wichtige Rolle bei der Entwicklung von Theorien, welche die Verbindung von Gehirnfunktion und Erinnerungsvermögen zu erklären versuchen, zum anderen beeinflussten sie die Entwicklung der kognitiven Neuropsychologie, eines Zweigs der Psychologie, welche zum Ziel hat, Gehirnstruktur und -funktion in Verbindung zu spezifischen psychischen Vorgängen zu setzen.

## Krankengeschichte

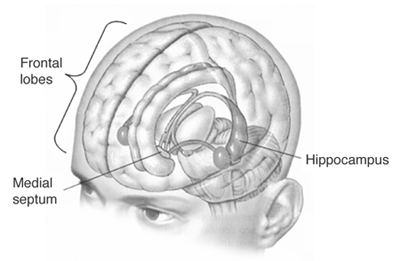
Große Teile von Molaisons Hippocampus waren beidseitig entfernt worden (bilaterale Lobektomie)

Henry Molaison hatte als junger Mann unkontrollierbar heftige epileptische Anfälle, die oft – obwohl nicht belegbar – auf einen Fahrradunfall im Alter von neun Jahren zurückgeführt wurden. Über mehrere Jahre litt er an partiellen Anfällen und dann – vom 17. Lebensjahr an – mehrfach an tonisch-klonischen Anfällen.
1953 wurde Molaison zur Behandlung an William Scoville überwiesen, einen Chirurgen am Krankenhaus in Hartford, Connecticut. Scoville vermutete, dass Molaisons Epilepsie auf seinen rechten und linken medialen Temporallappen beruhe und schlug als Behandlung eine operative Resektion vor. Am 25. August 1953 entfernte Scoville Teile von Molaisons medialen Temporallappen auf beiden Seiten des Gehirns. Molaison verlor dabei etwa zwei Drittel seines Hippocampus, des Gyrus parahippocampalis und die Amygdala. Sein Hippocampus schien völlig ohne Funktion zu sein, weil die verbleibenden 2 cm dieses Gewebes atrophisch erschienen und der gesamte entorhinale Kortex zerstört war. Einige Bereiche seines anterioren Temporallappens waren ebenfalls zerstört. Die Operation erreichte zwar das Primärziel, Molaisons Epilepsie in den Griff zu bekommen, aber er litt danach an schwerer anterograder Amnesie: Obwohl sein Arbeitsgedächtnis sowie sein prozedurales Gedächtnis (das Know-how-Gedächtnis) funktionsfähig waren, konnte Molaison keine neuen Ereignisse mehr in seinem deklarativen Langzeitgedächtnis speichern. Nach Meinung einiger Wissenschaftler war er in seiner Fähigkeit beeinträchtigt, neues semantisches Wissen aufzunehmen, aber es wird noch diskutiert, wie weitreichend diese Beeinträchtigung wirklich war. Er litt auch an leichter retrograder Amnesie und konnte sich kaum noch an die Ereignisse erinnern, die drei bis vier Tage vor der Operation stattgefunden hatten; auch einige Ereignisse, die bis 1942 zurück reichten, hatte er vergessen, was bedeutete, dass seine Amnesie zeitlich abgestuft war. Im Gegensatz dazu war seine Fähigkeit, langzeitliche Erinnerungen an mechanische Abläufe (prozedurales Gedächtnis oder auch Know-how-Gedächtnis) zu bilden, intakt; so konnte er neue motorische Fähigkeiten (beispielsweise Golfspielen) erlernen, ohne dabei in der Lage zu sein, sich daran zu erinnern, es je gelernt zu haben.
Seit seinem 54. Lebensjahr lebte Molaison in einem Pflegeheim in Windsor Locks, wo er auch noch im Alter an weiteren Studien teilnahm. Zu Molaisons Freizeitbeschäftigungen im Alter gehörten Kreuzworträtsel, Bingo, Fernsehen und Unterhaltungen mit den Menschen, die für ihn sorgten. Er hinterließ keine Nachkommen.
Die erste Veröffentlichung seiner Krankengeschichte erfolgte 1957 durch Scoville und Brenda Milner, eine Neuropsychologin, welche als Mitarbeiterin Wilder Penfields an den klinischen Untersuchungen Molaisons maßgeblich beteiligt war. Da Molaison der Wissenschaft sein Gehirn für postume Untersuchungen gespendet hatte, konnten 2009 an der University of California, San Diego Tausende von Dünnschnitten angefertigt werden, um sie histologisch zu untersuchen und zu konservieren.

## Bedeutung für die Wissenschaft
Das Studium des Patienten Molaison hat das Verständnis der Vorgänge der menschlichen Gedächtnisbildung sehr erweitert. Durch klare Testergebnisse konnten veraltete Theorien verworfen und neue konzipiert werden, insbesondere, was die Vorgänge der Gedächtnisbildung und die dafür erforderlichen neuronalen Strukturen betrifft.

### Gedächtnisbildung
Henry Molaison war nicht nur sehr bedeutend durch seinen Beitrag in Versuchsreihen über Erinnerungsbildung und -erhaltung, sondern auch, weil durch die exakt dokumentierte Hirnresektion eine Zuordnung gemacht werden konnte, welche speziellen Bereiche des Gehirns mit welchen Prozessen der Gedächtnisbildung in Zusammenhang gebracht werden können. Besonders seine Fähigkeit, Aufgaben durchzuführen, die Zugriff auf das Kurzzeitgedächtnis und das Know-how-Gedächtnis erforderten – aber nicht auf das Langzeitgedächtnis – legen nahe, dass der Abruf von Erinnerungen aus diesen Systemen – zumindest teilweise – in verschiedenen Gehirnregionen geschieht. Ergänzend legte seine Fähigkeit, Langzeiterinnerungen zu bewahren, die lange vor seiner Operation gebildet wurden, wie auch die Tatsache, dass er nach seiner Operation nicht mehr in der Lage war, Langzeiterinnerungen zu bilden, nahe, dass die Bildung (encoding) und das Abrufen (retrieval) von Langzeiterinnerungen von verschiedenen Systemen gesteuert wird.

### Gedächtnisverlust
Molaisons Normalzustand ist als schwere anterograde Amnesie sowie auch als zeitlich abgestufte retrograde Amnesie beschrieben worden. Molaison war nicht mehr in der Lage, neue Langzeiterinnerungen von Ereignissen oder Wortbegriffen anzulegen – er lebte praktisch in seiner eigenen Vergangenheit vor der Operation. Da Molaison vor der Operation keinerlei Erinnerungsverlust zeigte, kann die Resektion des medialen Temporallappen für seine Erinnerungsschädigung verantwortlich gemacht werden. Daher kann man annehmen, dass die medialen Temporallappen eine wichtige Rolle in der Bildung von semantischen und episodischen Langzeiterinnerungen spielen. Weitere Belege für diese Annahme ergaben sich aus dem Studium anderer Patienten mit Läsionen in den Strukturen ihrer medialen Temporallappen. Trotz der Symptome des Gedächtnisverlustes war Molaison in der Lage, Intelligenztests durchzuführen. Dies deutet darauf hin, dass einige Funktionen der Erinnerung (z. B. Kurzzeitspeicherung, das Merken von Wörtern, Phonemen usw.) durch die Operation nicht beeinträchtigt wurden. Allerdings zeigt Molaison beim Verstehen und Formulieren von Sprache in Satzlänge dieselben Defizite wie in seiner Gedächtnisleistung. Molaison war in der Lage, sich an neue Informationen über kurze Zeiträume zu erinnern; dies wurde in einem Experiment zum Arbeitsgedächtnis festgestellt, bei dem er sich an kurz zuvor gezeigte Zahlen erinnern musste. Seine Leistung dabei lag im gleichen Bereich, wie die der Kontrollpersonen und liefert Hinweise darauf, dass das Kurzzeitgedächtnis nicht auf den medialen Temporalstrukturen beruht, und unterstützt darüber hinaus die generelle Unterschiedlichkeit zwischen Kurz- und Langzeitspeicherung. Molaisons weitgehend intakte Fähigkeit Wörter abzurufen belegt, dass das lexikalische Gedächtnis nicht von den medialen Temporalstrukturen abhängt.

### Erlernen von motorischen Fähigkeiten
Zusätzlich zu seinem intakten Arbeitsgedächtnis und seinen intellektuellen Fähigkeiten zeigten Studien, dass er sich neue motorische Fähigkeiten aneignen konnte, also sein motorisches Lernen erhalten geblieben war. In einer Studie von Milner in den frühen 1960er Jahren lernte Molaison, eine Figur von ihrem Abbild in einem Spiegel zu zeichnen. Weitere Belege für intakte motorische Fähigkeiten ergab eine Studie von Suzanne Corkin (1937–2016). In dieser Studie wurde Molaison bezüglich drei verschiedener motorischer Lernaufgaben getestet, die er alle lösen konnte. Seine Fähigkeiten, gewisse Probleme zu lösen, wurden auch mit der Turm-von-Hanoi-Aufgabe getestet. Experimente zur Bahnung durch Wiederholung (repetition priming) belegten Molaisons Fähigkeit, bestimmte unbewusste Erinnerungen zu erwerben im Gegensatz zu seiner Unfähigkeit, neue konkrete semantische und episodische Erinnerungen anzulegen. Diese Resultate zeigen, dass das Know-how-Gedächtnis und die Bahnung durch Wiederholung auf anderen Neuralstrukturen beruhen als die Erinnerung an Erlebtes und Fakten. Langzeiterinnerungen werden demnach nicht einheitlich gebildet, sondern können in deklarative und nicht-deklarative Erinnerungen unterteilt werden.

### Räumliches Gedächtnis
Nach Suzanne Corkin haben Studien mit Molaison auch Einsicht in die Art und Weise gegeben, wie neurale Strukturen für räumliche Erinnerungen und die Verarbeitung von räumlicher Information verantwortlich sind. Trotz seiner allgemeinen Unfähigkeit, neue episodische oder faktische Langzeiterinnerungen anzulegen, und auch trotz seiner schweren Behinderung in bestimmten Tests der räumlichen Erinnerung, war Molaison in der Lage, einen ziemlich detaillierten topographischen Plan seines Hauses zu zeichnen. Dies war ein besonderes Ergebnis, denn Molaison war in dieses Haus erst fünf Jahre nach seiner Operation eingezogen und man hatte nicht erwartet, dass er dazu fähig gewesen wäre. Corkin stellte die Hypothese auf, dass Molaison „aufgrund der täglichen Bewegung von Raum zu Raum in die Lage versetzt wurde, einen verständlichen Plan der räumlichen Ausdehnung seines Hauses zu zeichnen“ (S. 156). Mit Bezug auf die zugrunde liegenden neuralen Strukturen argumentiert Corkin, dass Molaisons Fähigkeit, einen Hausplan zu zeichnen, zum Teil darauf beruhe, dass seine Strukturen zur Verarbeitung von räumlicher Information noch intakt seien (z. B. der hintere Teil seines Gyrus parahippocampalis). Zusätzlich zu seinem topografischen Gedächtnis zeigte Molaison eine gewisse Lernfähigkeit während einer Aufgabe, bei der er sich Bilder merken und sie dann wiedererkennen sollte, und auch bei einem bekannten Gesichtserkennungstest, bei dem er aber nur durch zusätzliche phonetische Hilfestellung Treffer erzielen konnte. Molaisons positives Abschneiden bei der Aufgabe, Bilder zu erkennen, könnte darauf zurückzuführen sein, dass noch Teile seines ventralen, perirhinalen Kortex vorlagen. Zusätzlich argumentiert Corkin, dass Molaison anscheinend in der Lage war, rudimentäre Informationsfragmente von Personen des öffentlichen Lebens (z. B. das Abrufen von Namen prominenter Personen, wenn ihm kleine Hilfestellungen gegeben wurden) zu erfassen. Diese Ergebnisse unterstreichen die Bedeutung der bei Molaison noch vorhandenen extrahippokampalen Regionen im semantischen und kognitiven Gedächtnis und erhellen unser Verständnis der Verbindungen zwischen den verschiedenen Strukturen der medialen Temporallappen. Molaisons schwere Behinderung bezüglich gewisser räumlicher Aufgaben gibt Hinweise auf Verbindungen des Hippocampus mit dem räumlichen Gedächtnis.

### Bildung von Erinnerungen
Ein weiterer Beitrag von Molaison zu unserem Verständnis des Erinnerns betrifft die neuralen Strukturen des Erinnerungsbildungsprozesses, welche für die Bildung von Langzeiterinnerungen erforderlich sind. Molaison zeigte eine zeitliche Abstufung seiner retrograden Amnesie, da er sich unbeeinträchtigt an frühe Kindheitserlebnisse erinnern konnte, während er aber Schwierigkeiten hatte, sich an Ereignisse zu erinnern, die in den Jahren kurz vor der Operation stattgefunden hatten. Dies deutet darauf hin, dass die Erinnerungen aus der Kindheit nicht auf den medialen Temporallappen beruhen, wohl aber die späteren Langzeiterinnerungen. Die Hypothese ist nun, dass die medialen Temporalstrukturen, die durch die Operation entfernt worden waren, für die Konsolidierung von Erinnerungen notwendig sind: „Es wird vermutet, dass Wechselwirkungen zwischen den medialen Temporallappen und verschiedenen seitlichen kortikalen Bereichen Erinnerungen außerhalb der medialen Temporallappen speichern und langsam direkte Verbindungen zwischen kortikaler Repräsentation und der Erfahrung formen“.

### Studien nach seinem Tod
Das Gehirn von Henry G. Molaison ist der Gegenstand einer bisher einzigartigen biologisch-anatomischen Studie, die von der Dana Foundation und der National Science Foundation finanziert wird. Das Projekt, unter dem Vorsitz von Jacopo Annese, dem Direktor von  The Brain Observatory an der UC San Diego, soll einen kompletten mikroskopischen Überblick des Gehirns liefern und die neurologischen Gegebenheiten von Molaisons Erinnerungsschädigung auf zellulärer Basis zugänglich machen.